# Альфред Гошатт
Альфред Гошатт (нім. Alfred Hoschatt; 10 лютого 1909, Герліц — 13 листопада 1993, Кіль) — німецький офіцер-підводник, корветтен-капітан крігсмаріне.

## Біографія
В 1927 році вступив на флот. З квітня 1939 року — командир мінного тральщика М-20 з 1-ї флотилії мінних тральщиків. В квітні-вересні 1941 року пройшов курс підводника. З 30 жовтня 1941 по 11 жовтня 1942 року — командир підводного човна U-378, на якому здійснив 3 походи (разом 42 дні в морі). В жовтні 1942 року переданий в розпорядження 11-ї флотилії. З квітня 1943 по 8 травня 1945 року —2-й офіцер Адмірал-штабу в оперативному відділі Управління морської війни ОКМ.

## Звання
- Фенріх-цур-зее (29 червня 1935)
- Лейтенант-цур-зее (1 жовтня 1936)
- Оберлейтенант-цур-зее (1 червня 1938)
- Капітан-лейтенант (1 січня 1940)
- Корветтен-капітан (1 квітня 1944)

## Нагороди
- Медаль «За вислугу років у Вермахті» 4-го і 3-го класу (12 років)